# Tatiana Kosintseva
Tatiana Kosintseva é uma jogadora de xadrez da Rússia, campeã nacional em 2004 e 2007. Tatiana participa regularmente da Olimpíada de xadrez pela Rússia tendo conquistado a medalha individual de ouro em 2010 e a de prata em 2002 e 2006. Por equipes, recebeu a de bronze em 2004, a de prata em 2006 e duas de ouro em 2010 e 2012.